# Пінгельсгаген
Пінгельсгаген (нім. Pingelshagen) — громада в Німеччині, розташована в землі Мекленбург-Передня Померанія. Входить до складу району Північно-Західний Мекленбург. Складова частина об'єднання громад Лютцов-Любсторф.
Площа — 2,07 км2. Населення становить 521 ос. (станом на 31 грудня 2020).